# The Man in Me
The Man in Me (deutsch: Der Mann in mir) ist ein Lied von Bob Dylan aus dem 1970 veröffentlichten Album New Morning. Obwohl das Album an sich sehr gut rezipiert wurde, erlangte das Lied erst durch den Film The Big Lebowski von den Coen Brothers aus dem Jahr 1998 große Bekanntheit.

## Hintergrund
Das Tempo der für das Album in New York City aufgenommenen Studioversion unterscheidet sich deutlich von der Geschwindigkeit der ersten Versuche, die Dylan bei den Schreibarbeiten spielte. Um die Stärken der ihn unterstützenden Studiomusiker besser herauszuarbeiten, drosselte er das Tempo erheblich, was ein besonderes Charakteristikum der Rhythmik darstellt. Sehr eingängig sind außerdem die ersten Takte, die sich textlich auf eine einfache „La-La-La“-Melodie beschränken und von einem Gospelchor begleitet werden.
Verwendung fand das Lied in der Anfangsszene und – im weiteren Verlauf der Handlung – in einer durch einen Schlag auf den Kopf verursachten Traumszene in der Filmkomödie The Big Lebowski. Jeff Bridges, der Schauspieler des Protagonisten („Der Dude“), gab 2016 in einem Interview mit dem Rolling Stone Magazine an, dass The Man in Me sein Lieblingslied von Bob Dylan sei. Gemeinsam mit seiner Country-Band spielte dieser den Song des Öfteren bei Live-Auftritten, unter anderem in der Show von Jimmy Kimmel. Er befindet sich außerdem im Soundtrack der Simpsons-Folge Stadt ohne Gnade aus der 28. Staffel, der Folge Der Veranda-Test aus der 4. Staffel von How I Met Your Mother, der Close-Enough-Episode Skate-Dad aus der 1. Staffel sowie im Abspann von Der Mauretanier aus dem Jahr 2021.

## Coverversionen
The Man in Me wurde von einigen namhaften Musikern und Bands gecovert. Dazu zählen Lonnie Mack, Joe Cocker, The Clash, Say Anything, Al Kooper, The Persuasions, Jan Erik Vold, Nick Kamen, My Morning Jacket, Bobby Vee und Buffalo Tom. Der österreichische Liedermacher Wolfgang Ambros sang mit „Da Mensch in mir“ außerdem eine deutschsprachige Version mit abgewandeltem Text.